# Torre de telecomunicaciones KVLY-TV
La Torre de telecomunicaciones KVLY-TV es una Antena de televisión de la cadena NBC que se encuentra en el estado de Dakota del Norte, Estados Unidos. Es también usada por la estación de radio de Fargo para el Canal 11 de esa ciudad. Con 628.8 m de altura, es una de las estructuras más altas del mundo (superada por el Burj Khalifa, el Merdeka PNB118, la Tokyo Sky Tree, y la Torre de Shanghái), y la más alta soportada por cables. Fue aclamada como la estructura artificial más alta del mundo desde el día en que acabó su construcción, el 13 de agosto de 1963.
En 1974 la torre KVLY-TV fue superada por la torre de radio de Varsovia, en Polonia. Pero el 8 de agosto de 1991 la torre de Varsovia se derrumbó totalmente, a lo que la KVLY-TV se convirtió nuevamente en la estructura soportada por cables más alta del planeta.
La KVLY-TV tiene una torre gemela, la torre de telecomunicaciones KRDK-TV, que es 1 m más baja.
El 21 de septiembre de 2004 se inició la construcción del que es el rascacielos más alto del mundo (el Burj Khalifa) en Dubái, Emiratos Árabes Unidos. El 26 de marzo de 2008 la estructura del edificio de Dubái alcanzó los 628 m de altura, arrebatando en ese momento a la antena KVLY-TV el título de estructura más alta del mundo. El proyecto finalizó el 4 de enero de 2010, con una altura de 828 m.